# Belisario Velasco
Luis Antonio Belisario Velasco Baraona (Santiago, 5 de febrero de 1936-Zapallar, 24 de agosto de 2023) fue un político democratacristiano chileno que ocupó el cargo de ministro del Interior (en el gobierno de Michelle Bachelet, desde julio de 2006 hasta enero de 2008) y dos veces el de subsecretario de esa cartera (durante los gobiernos de Patricio Aylwin Azócar y Eduardo Frei Ruiz-Tagle, entre el 9 de marzo de 1990 y marzo de 1999). En numerosas oportunidades asumió como vicepresidente de la República.

## Biografía
Nació del matrimonio formado por Belisario Velasco Moreno y Constanza Baraona Ortúzar, estando emparentado por esa rama con los latifundistas Baraona Urzúa, entre ellos el exministro de Economía de la dictadura militar Pablo Baraona Urzúa y su padre, el exdiputado por Colchagua Jorge Baraona Puelma. Su abuelo fue el exalcalde de Pichilemu y diputado Luis Baraona Fornés. 
Estudió en el Colegio Salesiano El Patrocinio de San José durante su educación media.
Cuando su padre quebró, Belisario y sus hermanos tuvieron que empezar a trabajar; así, a los 17 años entró en la Empresa de Comercio Agrícola (ECA) en el último grado del escalafón, como administrativo. Luego lo enviaron a unos cursos de técnica industrial molinera gracias al vicepresidente de ECA, Mario Valdés, lo que le permitió pasar a la planta profesional y técnica. De a poco fue subiendo y llegó a ser el gerente comercial y de operaciones de esa empresa por seis años.
Contrajo dos matrimonios, el primero con Ana María de la Luz Silva Donoso (hija de Javier Silva Barros y María de la Luz Donoso Flores), con quien tuvo a sus cuatro hijos, y el segundo el 2 de marzo de 2001 en Las Condes con Christiane De Beaufort Cordes.
Belisario Velasco es padre de María de la Luz y María del Pilar Velasco Silva, socias y directoras de Extend, una empresa de comunicación estratégica. La empresa Sur Continente, que hace negocios con Cuba, fue formada por su hijo Felipe.

## Carrera política
Militante de la Democracia Cristiana (DC) desde los 21 años, fue opositor al gobierno de Salvador Allende. No obstante, dos días después del golpe de Estado del 11 de septiembre de 1973 encabezado por el dictador general Augusto Pinochet, Velasco, junto a otros doce demócratacristianos encabezados por Bernardo Leighton (que luego serían reconocidos como el Grupo de los Trece), firmó una dura declaración pública de rechazo al derrocamiento, postura divergente del apoyo inicial al gobierno que manifestaran Eduardo Frei Montalva y Patricio Aylwin.
Fue director gerente de la radio Balmaceda (1973-1976), coordinador de Límite —grupo que ayudaba a socialistas, comunistas y miristas para que no los tomaran presos— y presidente del directorio de la revista Análisis (1980-1986), años estos últimos en los que ejerció asimismo como secretario general de la DC. Sobre su fin como director de Balmaceda recuerda:

"El año 1976 fui detenido en la dictadura de Pinochet, porque yo era el director de la Radio Balmaceda, único medio en Chile que hacía oposición, hablaba de DD.HH. y la situación económica que aquejaba al país. Me detuvieron por la noche, cuando iba camino a una comida, no pude avisarle a nadie. Después de estar unos días en el cuartel de Investigaciones, me dijeron que me tenía que subir a un avión para irme relegado al norte. Yo no me quería subir, porque tenía miedo de que me tiraran al mar. Afortunadamente, pasó un general de Carabineros; le grité, se acercó. Le dije: «Oiga me quieren mandar en este avión y yo creo que me quieren tirar al mar». Entonces, el general me dijo: «Espérese un momento». Volvió a los cinco minutos y me dijo: «No, lo llevan a Arica. Usted va a ir relegado a Putre»".

En Arica estuvo detenido primero en el Regimiento Rancagua, donde se le agudizaron sus problemas oculares; luego fue enviado a Putre, donde permaneció tres meses.  

"No había oculista, así es que tuve que aguantarme todo ese tiempo. Además, que a uno lo toman y lo dejan. Le dicen: «Ubíquese. Con lo que tenga puesto». Me conseguí una pieza y me presenté a la autoridad para hacer clases de Historia en la escuela, pero la autoridad militar me dijo que no, porque yo podía dar vuelta la Historia. Después me empezaron a llegar remedios y pasé a ser una especie de farmacia y médico en el pueblo. El cura Díaz, jesuita, me pidió que me hiciera cargo de la iglesia, así es que también fui una especie de diácono. El cura me dijo: «Predica, los domingos abre la iglesia y da la comunión». Me dejó ostias consagradas. Entonces, los domingos hacía misa, menos la parte de la consagración. Y la capilla se me llenaba".

### En el gobierno
Después de haber sido en 1989 jefe de campaña en regiones de la candidatura Patricio Aylwin, este lo nombró, el 9 de marzo de 1990, subsecretario del Interior, cargo que ocupó durante nueve años. En más de 70 oportunidades ejerció como ministro subrogante de esa cartera y, en algunas, como ministro de Defensa, ministro secretario general de la Presidencia y del Gobierno, encabezando cuatro ministerios en dos oportunidades.
Se le atribuye, como subsecretario del Interior, el haber desarticulado al Frente Patriótico Manuel Rodríguez y el MAPU Lautaro, que seguían actuando durante el gobierno de Aylwin (en ese periodo, en 1991, fue asesinado el senador Jaime Guzmán (UDI). Creó la primera institución de inteligencia política del gobierno chileno tras el fin de la dictadura de Augusto Pinochet, denominada coloquialmente La Oficina, que reemplazó, sin solución de continuidad institucional, a la antigua CNI, cuyos miembros comenzaban a ser condenados por violaciones reiteradas a los derechos humanos. La Oficina en ocasiones fue acusada de actuar sin un marco regulatorio claro y fuera de los canales normales de fiscalización. La izquierda extraparlamentaria chilena denunció que el organismo no solo infiltraba a los grupos que utilizaban métodos violentos, sino también a los movimientos sociales y políticos de su sector en general.
Velasco fue asimismo embajador en Portugal (1999-2003), y participó en comisiones de estudio para el Tratado de Libre Comercio de Chile con la Unión Europea en Bruselas, Madrid y Lisboa.
El 11 de marzo de 2006 fue nombrado presidente del Consejo Nacional de Televisión por la presidenta Michelle Bachelet, cargo que ocupó hasta su designación como ministro del Interior, el 14 de julio de 2006, en reemplazo del también democratacristiano Andrés Zaldívar.

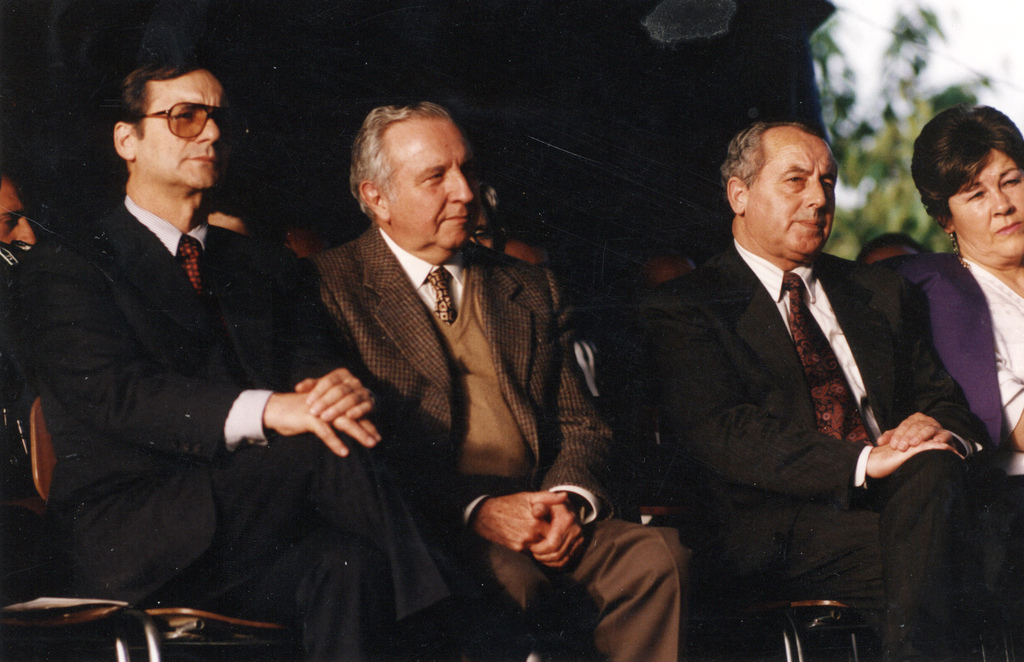
Velasco (primero a la izquierda) con Máximo Pacheco Gómez.

Velasco se hizo cargo de Interior en un momento de crisis, marcado por una importante movilización estudiantil que llevó a la salida de Zaldívar, y tuvo que establecer nuevas estrategias de control del orden público y de negociar con los representantes de los estudiantes. Además, evitó el bloqueo de los alcaldes de Chiloé por la cancelación del proyecto de construcción del puente de Chacao que debía unir la isla con el continente. Fue el único ministro que advirtió a la presidenta Bachelet de que no partiera con el plan transportes Transantiago.
En julio de 2007, salió a la luz un informe, supuestamente secreto, que anticipaba el caos que produciría el Transantiago y el 30 de ese mes Velasco confirmó ante la prensa que existía un informe, pero que este no era secreto y que inclusive la presidenta estaba al tanto del documento, pero dos días después se desdijo, asegurando que Bachelet nunca conoció tal informe.

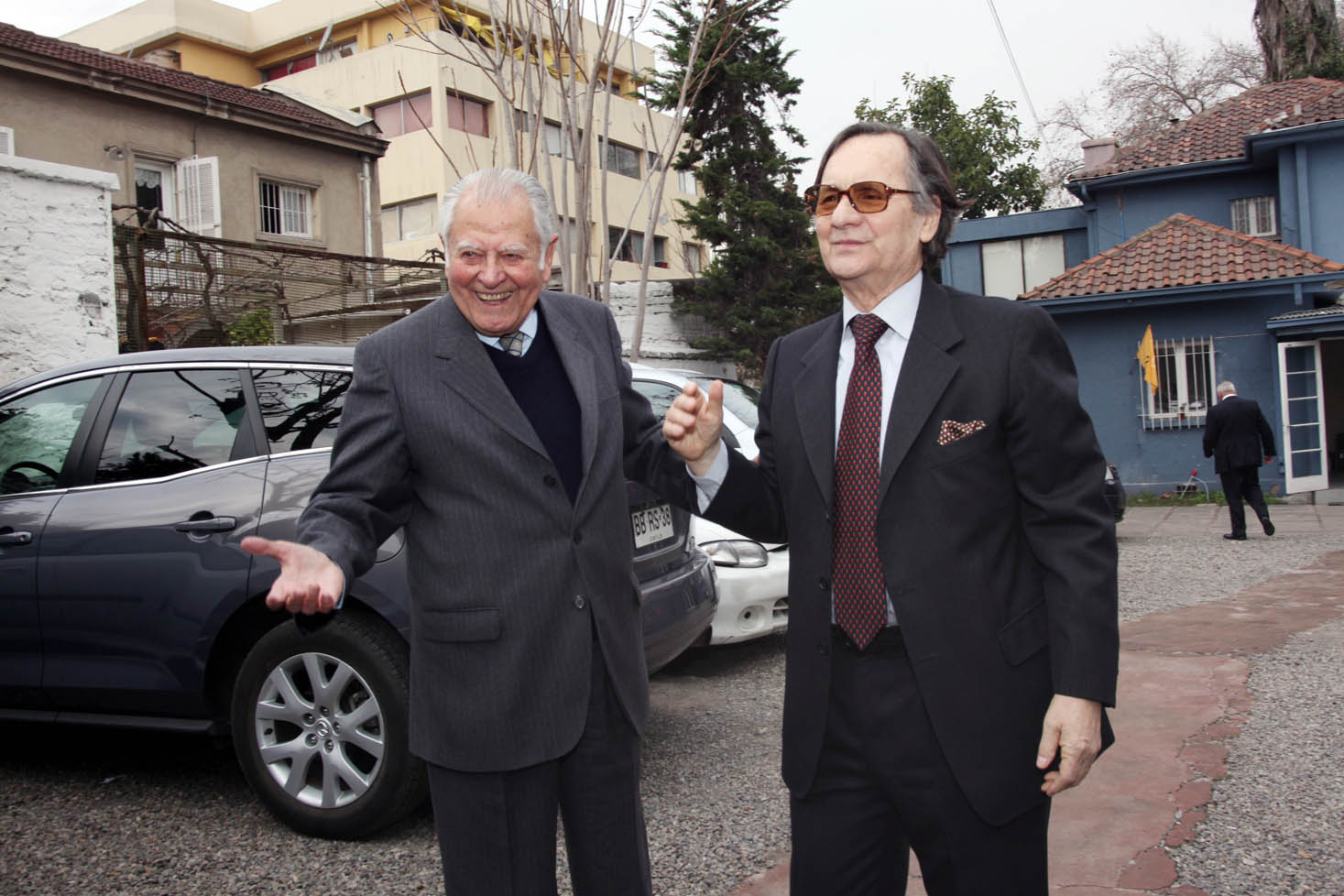
Velasco junto con Patricio Aylwin en 2009.

Además del trabajo de inteligencia policial, se dedicó a reunir información y combatir a grupos calificados como violentos por el gobierno, que se unían a las marchas callejeras y protagonizaban destrucción de mobiliario público y privado. Se llegó al punto más álgido de esta práctica en la marcha de conmemoración del golpe de Pinochet, que terminó con un grupo de jóvenes lanzando una bomba incendiaria contra el Palacio de La Moneda. Durante las investigaciones de los hechos, se acusó al ministro de propiciar acciones de intimidación hacia los movimientos sociales; además, prohibió realizar marchas en las calles aledañas al palacio y cercó con vallas papales la plaza de la Ciudadanía
Por petición del diputado Rodrigo Álvarez (UDI), Velasco fue interpelado por su responsabilidad política en el caos del Transantiago el 13 de agosto; el ministro culpó del problema al extitular de Transportes, Sergio Espejo. A fines de ese año, Belisario Velasco percibió que la presidenta ya no lo tomaba en cuenta en las importantes decisiones gubernamentales, y las diferencias en torno a la financiación del déficit del Transantiago, el reemplazo de Ricardo Lagos Weber como secretario general de Gobierno por Francisco Vidal unida, entre otros hechos, a la salida de los intendentes, determinaron que el 3 de enero de 2008 anunciara que su renuncia indeclinable. Para sucederlo, Bachelet eligió al exministro de Defensa, de Frei Ruiz-Tagle, Edmundo Pérez Yoma.

### 2008-2023
En 2011, a pedido de Ignacio Walker, y a raíz de que tenía una residencia en la localidad de Cachagua, Velasco se hizo cargo de la Democracia Cristiana en Zapallar con el fin de tratar de ganarle la alcaldía de esa comuna a la derecha. Felipe Cáceres, ingeniero civil hidráulico de la Católica fue el candidato elegido por Velasco para enfrentar a Nicolás Cox (RN), que llevaba dos periodos al frente de Zapallar y competía por un tercero. Sin embargo, Cox resultó nuevamente reelegido.
Fue vicepresidente de la Fundación Dunas de Cachagua y realizó algunos trabajos con su hijo Felipe en la empresa Sur Continente, manteniendo ocasionalmente reflexiones políticas en los medios. En julio de 2022, declaró junto a dos otros miembros del Grupo de los Trece, su intención de votar por el Rechazo al anteproyecto constitucional sometido a plebiscito el 4 de septiembre de ese año, argumentando que "contiene artículos que atentan gravemente contra aquellos valores y principios que siempre hemos defendido".
Falleció el 25 de agosto de 2023 a los 87 años, producto de complicaciones radicadas de un cáncer que lo aquejaba. Fue enterrado en el Parque del Recuerdo de Huechuraba. El presidente Gabriel Boric decretó dos días de duelo nacional.

## Condecoraciones

### Condecoraciones extranjeras
- Gran Cruz de la Orden del Infante Don Enrique ( Portugal, 17 de junio de 2003).[16]
- Gran Cruz de la Orden El Sol del Perú ( Perú, 16 de febrero de 2009).[17]